# Сухе Батор (аймак)
Вижте пояснителната страница за други значения на Сухе Батор.
Сухе Батор (на монголски: Сүхбаатар) е един от 21 аймаци в Монголия. Административният център на аймака е град Барун Урт (12 000 души).
Площта му е 82 300 квадратни километра, а населението – 62 611 души (по приблизителна оценка от декември 2018 г.).
На северозапад Сухе Батор граничи с аймака Хентий, на североизток – с Дорнод, на югозапад – с Дорно Гови, а на юг и югоизток – с китайската автономна провинция Вътрешна Монголия.
Най-удобният начин за достигане до Сухе Батор е чрез постоянната вътрешна въздушна линия Улан Батор – Барун Урт.

## Административно деление
| Сум          | Монголски                  | Население |
| ------------ | -------------------------- | --------- |
| Барун Урт    | на монголски: Баруун-Урт   | 12 944    |
| Асгат        | на монголски: Асгат        | 445       |
| Баянделгер   | на монголски: Баяндэлгэр   | 1159      |
| Дариганга    | на монголски: Дарьганга    | 803       |
| Ерденецаган  | на монголски: Эрдэнэцагаан | 1564      |
| Халзан       | на монголски: Халзан       | 442       |
| Мьонххан     | на монголски: Мөнххаан     | 1191      |
| Наран        | на монголски: Наран        | 390       |
| Онгон        | на монголски: Онгон        | 949       |
| Сухе Батор * | на монголски: Сүхбаатар    | 869       |
| Тувшиншире   | на монголски: Түвшинширээ  | 808       |
| Туменцогт    | на монголски: Түмэнцогт    | 708       |
| Улбаян       | на монголски: Уулбаян      | 775       |

* В сума е разположена столицата на аймака.